# Mami Uchiseto
Mami Uchiseto (japanska: 内瀬戸 真実), född 25 oktober 1991, är en japansk volleybollspelare. Hon spelar för Japans damlandslag i volleyboll samt för klubblaget Ageo Medics.